# گولوبیه
گولوبیه (به لاتین: Golubie) یک روستا در لهستان است که در گمینا کالینووو واقع شده‌است.